# Église Saint-Leu du Plessier-Huleu
L'église Saint-Leu est une église située à Le Plessier-Huleu, en France.

## Localisation
L'église est située sur la commune de Le Plessier-Huleu, dans le département de l'Aisne.